# Leggyakoribb koreai utónevek listája évek szerint
A leggyakoribb koreai utónevek listája évek szerinti bontásban. Csak azok az évek szerepelnek, amelyekhez az adatok forrásokkal alátámaszthatóak.

## 2000-es évek

### 2019
| Magyaros átírás | McCune– Reischauer | Átdolgozott átírás | Hangul | Születések száma |
| --------------- | ------------------ | ------------------ | ------ | ---------------- |
| Szodzsun        | Sŏjun              | Seojun             | 서준   | 1292             |
| Hadzsun         | Hajun              | Hajun              | 하준   | 1206             |
| Tojun           | Toyun              | Doyun              | 도윤   | 1105             |
| Unu             | Ǔnu                | Eunu               | 은우   | 1046             |
| Siu             | Siu                | Siu                | 시우   | 1046             |
| Csiho           | Chiho              | Jiho               | 지호   | 915              |
| Jedzsun         | Yejun              | Yejun              | 예준   | 872              |
| Judzsun         | Yujun              | Yujun              | 유준   | 819              |
| Csuvon          | Juwŏn              | Juwon              | 주원   | 811              |
| Mindzsun        | Minjun             | Minjun             | 민준   | 787              |

| Magyaros átírás | McCune– Reischauer | Átdolgozott átírás | Hangul | Születések száma |
| --------------- | ------------------ | ------------------ | ------ | ---------------- |
| Csian           | Chian              | Jian               | 지안   | 1140             |
| Hajun           | Hayun              | Hayun              | 하윤   | 1029             |
| Szoa            | Sŏa                | Seoa               | 서아   | 990              |
| Haun            | Haŭn               | Haeun              | 하은   | 952              |
| Szojun          | Sŏyun              | Seoyun             | 서윤   | 894              |
| Harin           | Harin              | Harin              | 하린   | 860              |
| Csiju           | Chiyu              | Jiyu               | 지유   | 832              |
| Csiu            | Chiu               | Jiu                | 지우   | 807              |
| Szua            | Sua                | Sua                | 수아   | 794              |
| Csia            | Chia               | Jia                | 지아   | 728              |

### 2017
| Magyaros átírás | McCune– Reischauer | Átdolgozott átírás | Hangul | Születések száma |
| --------------- | ------------------ | ------------------ | ------ | ---------------- |
| Tojun           | Toyun              | Doyun              | 도윤   | 2120             |
| Hadzsun         | Hajun              | Hajun              | 하준   | 2084             |
| Szodzsun        | Sŏjun              | Seojun             | 서준   | 1891             |
| Siu             | Siu                | Siu                | 시우   | 1786             |
| Mindzsun        | Minjun             | Minjun             | 민준   | 1771             |
| Jedzsun         | Yejun              | Yejun              | 예준   | 1658             |
| Csuvon          | Juwŏn              | Juwon              | 주원   | 1637             |
| Judzsun         | Yujun              | Yujun              | 유준   | 1488             |
| Csiho           | Chiho              | Jiho               | 지호   | 1458             |
| Csunu           | Chunu              | Junu               | 준우   | 1339             |

| Magyaros átírás | McCune– Reischauer | Átdolgozott átírás | Hangul | Születések száma |
| --------------- | ------------------ | ------------------ | ------ | ---------------- |
| Hajun           | Hayun              | Hayun              | 하윤   | 1946             |
| Szojun          | Sŏyun              | Seoyun             | 서윤   | 1871             |
| Szojon          | Sŏyŏn              | Seoyeon            | 서연   | 1659             |
| Haun            | Haŭn               | Ha-eun             | 하은   | 1594             |
| Csiju           | Chiyu              | Jiyu               | 지유   | 1582             |
| Csiu            | Chiu               | Jiu                | 지우   | 1469             |
| Harin           | Harin              | Harin              | 하린   | 1441             |
| Szua            | Sua                | Sua                | 수아   | 1416             |
| Csia            | Chia               | Jia                | 지아   | 1371             |
| Szoa            | Sŏa                | Seoa               | 서아   | 1289             |

### 2015
| Magyaros átírás  | McCune– Reischauer | Átdolgozott átírás | Hangul           | Születések száma |
| ---------------- | ------------------ | ------------------ | ---------------- | ---------------- |
| Mindzsun         | Minjun             | Min-jun            | 민준             | 3741             |
| Szodzsun         | Sŏjun              | Seo-jun            | 서준             | 3422             |
| Hadzsun          | Hajun              | Ha-jun             | 하준             | 3007             |
| Tojun            | Toyun              | Do-yun             | 도윤             | 2782             |
| Csuvon           | Chuwŏn             | Ju-won             | 주원             | 2664             |
| Jedzsun          | Yejun              | Ye-jun             | 예준             | 2635             |
| Csunu            | Chunu              | Junu               | 준우             | 2174             |
| Csiho            | Chiho              | Ji-ho              | 지호             | 2095             |
| Csihu            | Chihu              | Ji-hu              | 지후             | 1968             |
| Csunszo          | Chunsŏ             | Jun-seo            | 준서             | 1930             |
| Összes születés: | Összes születés:   | Összes születés:   | Összes születés: | 222 854          |

| Magyaros átírás  | McCune– Reischauer | Átdolgozott átírás | Hangul           | Születések száma |
| ---------------- | ------------------ | ------------------ | ---------------- | ---------------- |
| Szojun           | Sŏyun              | Seo-yun            | 서윤             | 3048             |
| Szojon           | Sŏyŏn              | Seo-yeon           | 서연             | 2936             |
| Csiu             | Chiu               | Jiu                | 지우             | 2668             |
| Csiju            | Chiyu              | Ji-yu              | 지유             | 2468             |
| Hajun            | Hayun              | Ha-yun             | 하윤             | 2356             |
| Szohjon          | Sŏhyŏn             | Seo-hyeon          | 서현             | 2212             |
| Minszo           | Minsŏ              | Min-seo            | 민서             | 2209             |
| Haun             | Haŭn               | Ha-eun             | 하은             | 2161             |
| Csia             | Chia               | Ji-a               | 지아             | 2140             |
| Taun             | Taŭn               | Da-eun             | 다은             | 2000             |
| Összes születés: | Összes születés:   | Összes születés:   | Összes születés: | 211 403          |

### 2013
| Magyaros átírás | McCune– Reischauer | Átdolgozott átírás | Hangul |
| --------------- | ------------------ | ------------------ | ------ |
| Mindzsun        | Minjun             | Min-jun            | 민준   |
| Szodzsun        | Sŏjun              | Seo-jun            | 서준   |
| Csuvon          | Chuwŏn             | Ju-won             | 주원   |
| Jedzsun         | Yejun              | Ye-jun             | 예준   |
| Siu             | Siu                | Siu                | 시우   |
| Csunszo         | Chunsŏ             | Jun-seo            | 준서   |
| Tojun           | Toyun              | Do-yun             | 도윤   |
| Hjonu           | Hyŏnu              | Hyeonu             | 현우   |
| Konu            | Kŏnu               | Geonu              | 건우   |
| Csihun          | Chihun             | Ji-hun             | 지훈   |

| Magyaros átírás | McCune– Reischauer | Átdolgozott átírás | Hangul |
| --------------- | ------------------ | ------------------ | ------ |
| Szojon          | Sŏyŏn              | Seo-yeon           | 서연   |
| Szojun          | Sŏyun              | Seo-yun            | 서윤   |
| Csiu            | Chiu               | Jiu                | 지우   |
| Szohjon         | Sŏhyŏn             | Seo-hyeon          | 서현   |
| Minszo          | Minsŏ              | Min-seo            | 민서   |
| Junszo          | Yunsŏ              | Yun-seo            | 윤서   |
| Cshevon         | Ch'aewŏn           | Chae-won           | 채원   |
| Hajun           | Hayun              | Hayun              | 하윤   |
| Csia            | Chia               | Ji-a               | 지아   |
| Unszo           | Ŭnsŏ               | Eun-seo            | 은서   |

### 2011
| Magyaros átírás | McCune– Reischauer | Átdolgozott átírás | Hangul | Handzsa          |
| --------------- | ------------------ | ------------------ | ------ | ---------------- |
| Mindzsun        | Minjun             | Min-jun            | 민준   | 敏俊, 旼君       |
| Csuvon          | Chuwŏn             | Ju-won             | 주원   |                  |
| Csunszo         | Chunsŏ             | Jun-seo            | 준서   |                  |
| Siu             | Si'u               | Si-u               | 시우   |                  |
| Jedzsun         | Yejun              | Ye-jun             | 예준   |                  |
| Szodzsun        | Sŏchun             | Seo-jun            | 서준   |                  |
| Csihu           | Chihu              | Ji-hu              | 지후   |                  |
| Csihun          | Chihun             | Ji-hun             | 지훈   |                  |
| Hjonu           | Hyŏnu              | Hyeon-u            | 현우   | 玄雨, 鉉寓, 賢宇 |
| Tohjon          | Tohyŏn             | Do-hyeon           | 도현   |                  |

| Magyaros átírás | McCune– Reischauer | Átdolgozott átírás | Hangul | Handzsa    |
| --------------- | ------------------ | ------------------ | ------ | ---------- |
| Szojon          | Sŏyŏn              | Seo-yeon           | 서연   |            |
| Szohjon         | Sŏhyŏn             | Seo-hyeon          | 서현   | 瑞賢       |
| Minszo          | Minsŏ              | Min-seo            | 민서   | 民徐, 旼序 |
| Szojun          | Sŏyun              | Seo-yun            | 서윤   |            |
| Csiu            | Chi'u              | Ji-u               | 지우   | 芝雨, 志宇 |
| Csimin          | Chimin             | Ji-min             | 지민   | 志旼, 智敏 |
| Junszo          | Yunsŏ              | Yun-seo            | 윤서   |            |
| Haun            | Ha'ŭn              | Ha-eun             | 하은   | 夏恩       |
| Csijun          | Chiyun             | Ji-yun             | 지윤   | 志胤, 祉潤 |
| Unszo           | Ǔnsŏ               | Eun-seo            | 은서   |            |

### 2009
| Magyaros átírás | McCune– Reischauer | Átdolgozott átírás | Hangul | Handzsa                | Újszülöttek száma |
| --------------- | ------------------ | ------------------ | ------ | ---------------------- | ----------------- |
| Mindzsun        | Minjun             | Min-jun            | 민준   | 敏俊, 旼君             | 3096              |
| Csihu           | Chihu              | Ji-hu              | 지후   |                        | 2159              |
| Csihun          | Chihun             | Ji-hun             | 지훈   | 智勳, 智薰, 智訓       | 1929              |
| Csunszo         | Chunsŏ             | Jun-seo            | 준서   |                        | 1876              |
| Hjonu           | Hyŏnu              | Hyeon-u            | 현우   |                        | 1841              |
| Jedzsun         | Yejun              | Ye-jun             | 예준   |                        | 1747              |
| Konu            | Kŏnu               | Geon-u             | 건우   | 建宇                   | 1727              |
| Hjondzsun       | Hyŏnjun            | Hyeon-jun          | 현준   | 賢俊, 玄埈, 鉉俊, 鉉濬 | 1681              |
| Mindzse         | Minjae             | Min-jae            | 민재   |                        | 1509              |
| Udzsin          | Ujin               | U-jin              | 우진   | 宇眞                   | 1506              |

| Magyaros átírás | McCune– Reischauer | Átdolgozott átírás | Hangul | Handzsa    | Újszülöttek száma |
| --------------- | ------------------ | ------------------ | ------ | ---------- | ----------------- |
| Szojon          | Sŏyŏn              | Seo-yeon           | 서연   |            | 3474              |
| Minszo          | Minsŏ              | Min-seo            | 민서   | 民徐, 旼序 | 2972              |
| Szohjon         | Sŏ-hyŏn            | Seo-hyeon          | 서현   | 瑞賢       | 2678              |
| Csiu            | Chi-u              | Ji-u               | 지우   | 芝雨, 志宇 | 2493              |
| Szojun          | Sŏyun              | Seo-yun            | 서윤   |            | 2476              |
| Csimin          | Chimin             | Ji-min             | 지민   | 志旼, 智敏 | 2435              |
| Szubin          | Subin              | Su-bin             | 수빈   | 秀彬       | 2208              |
| Haun            | Ha'ŭn              | Ha-eun             | 하은   | 夏恩       | 2156              |
| Jeun            | Ye'ŭn              | Ye-eun             | 예은   | 譽恩       | 1993              |
| Junszo          | Yunsŏ              | Yun-seo            | 윤서   |            | 1921              |

### 2008
| Magyaros átírás | McCune– Reischauer | Átdolgozott átírás | Hangul | Handzsa                      | Újszülöttek száma |
| --------------- | ------------------ | ------------------ | ------ | ---------------------------- | ----------------- |
| Mindzsun        | Minjun             | Min-jun            | 민준   | 敏俊, 旼君                   | 2641              |
| Csihun          | Chihun             | Ji-hun             | 지훈   | 智勳, 智薰, 智訓             | 2185              |
| Hjonu           | Hyŏnu              | Hyeon-u            | 현우   | 玄雨}, 鉉寓, 賢宇            | 1943              |
| Csunszo         | Chunsŏ             | Jun-seo            | 준서   |                              | 1908              |
| Udzsin          | Ujin               | U-jin              | 우진   | 宇眞                         | 1811              |
| Konu            | Kŏnu               | Geon-u             | 건우   | 建宇                         | 1722              |
| Jedzsun         | Yejun              | Ye-jun             | 예준   |                              | 1704              |
| Hjondzsun       | Hyŏnjun            | Hyeon-jun          | 현준   | 賢俊, 玄埈, 鉉俊, 鉉濬       | 1636              |
| Tohjon          | Tohyŏn             | Do-hyeon           | 도현   |                              | 1572              |
| Tonghjon        | Tong-hyŏn          | Dong-hyeon         | 동현   | 東賢, 東鉉, 東炫, 東泫, 洞眩 | 1571              |

| Magyaros átírás | McCune– Reischauer | Átdolgozott átírás | Hangul | Handzsa    | Újszülöttek száma |
| --------------- | ------------------ | ------------------ | ------ | ---------- | ----------------- |
| Szojon          | Sŏyŏn              | Seo-yeon           | 서연   |            | 3270              |
| Minszo          | Minsŏ              | Min-seo            | 민서   | 民徐, 旼序 | 2881              |
| Csimin          | Chimin             | Ji-min             | 지민   | 志旼, 智敏 | 2792              |
| Szohjon         | Sŏhyŏn             | Seo-hyeon          | 서현   | 瑞賢       | 2625              |
| Szojun          | Sŏyun              | Seo-yun            | 서윤   |            | 2514              |
| Jeun            | Ye'ŭn              | Ye-eun             | 예은   | 譽恩       | 2323              |
| Haun            | Ha'ŭn              | Ha-eun             | 하은   | 夏恩       | 2109              |
| Csiu            | Chi'u              | Ji-u               | 지우   | 芝雨, 志宇 | 2107              |
| Szubin          | Subin              | Su-bin             | 수빈   | 秀彬       | 2069              |
| Junszo          | Yunsŏ              | Yun-seo            | 윤서   |            | 1980              |

## 1900-as évek

### 1990
| Magyaros átírás | McCune– Reischauer | Átdolgozott átírás | Hangul | Handzsa                      |
| --------------- | ------------------ | ------------------ | ------ | ---------------------------- |
| Csihun          | Chihun             | Ji-hun             | 지훈   | 智勳, 智薰, 智訓             |
| Hjonu           | Hyŏnu              | Hyeon-u            | 현우   | 玄雨, 鉉寓, 賢宇             |
| Szongmin        | Sŏngmin            | Seong-min          | 성민   | 成民, 晟敏, 性旻             |
| Szonghjon       | Sŏnghyŏn           | Seong-hyeon        | 성현   | 鉉, 成炫, 成賢               |
| Minszu          | Minsu              | Min-su             | 민수   | 民秀, 敏洙                   |
| Csunjong        | Chunyŏng           | Jun-yeong          | 준영   | 俊永                         |
| Csunho          | Chunho             | Jun-ho             | 준호   | 鎬                           |
| Mingju          | Min'gyu            | Min-gyu            | 민규   | 旼奎, 珉奎                   |
| Tonghjon        | Tonghyŏn           | Dong-hyeon         | 동현   | 東賢, 東鉉, 東炫, 東泫, 洞眩 |
| Szunghjon       | Sŭnghyŏn           | Seung-hyeon        | 승현   | 承鉉, 承炫, 勝鉉, 勝賢, 升炫 |

| Magyaros átírás | McCune– Reischauer | Átdolgozott átírás | Hangul | Handzsa                            |
| --------------- | ------------------ | ------------------ | ------ | ---------------------------------- |
| Csihje          | Chihye             | Ji-hye             | 지혜   | 智慧                               |
| Csiun           | Chi'ŭn             | Ji-eun             | 지은   | 智恩, 知恩                         |
| Undzsi          | Ŭnji               | Eun-ji             | 은지   | 恩地                               |
| Mindzsi         | Minji              | Min-ji             | 민지   | 敏知                               |
| Hjedzsin        | Hyejin             | Hye-jin            | 혜진   | 敏知                               |
| Szudzsin        | Sujin              | Su-jin             | 수진   |                                    |
| Judzsin         | Yujin              | Yu-jin             | 유진   | 楢真, 有真                         |
| Szulgi          | Sŭlgi              | Seulgi             | 슬기   |                                    |
| Csihjon         | Chihyŏn            | Ji-hyeon           | 지현   | 智賢, 至賢, 志賢, 知賢, 智炫, 知炫 |
| Csijong         | Chiyŏng            | Ji-yeong           | 지영   | 知英, 智英, 智榮, 枝泳             |

### 1980
| Magyaros átírás | McCune– Reischauer | Átdolgozott átírás | Hangul | Handzsa                            |
| --------------- | ------------------ | ------------------ | ------ | ---------------------------------- |
| Csihun          | Chi-hun            | Ji-hun             | 지훈   | 智勳, 智薰, 智訓                   |
| Szongmin        | Sŏng-min           | Seong-min          | 성민   | 成民, 晟敏, 性旻                   |
| Csonghun        | Chŏng-hun          | Jeong-hun          | 정훈   | 正勳, 政勳, 楨勳                   |
| Csunho          | Chun-ho            | Jun-ho             | 준호   | 俊鎬, 俊昊, 俊浩, 準鎬             |
| Hjonu           | Hyŏn-u             | Hyeon-u            | 현우   | 玄雨, 鉉寓, 賢宇                   |
| Szonghun        | Sŏng-hun           | Seong-hun          | 성훈   | 成勳, 成勛                         |
| Csinho          | Chin-ho            | Jin-ho             | 진호   | 珍浩, 珍鎬, 眞浩, 鎭浩, 榛浩, 秦豪 |
| Tonghjon        | Tong-hyŏn          | Dong-hyeon         | 동현   | 東賢, 東鉉, 東炫, 東泫, 洞眩       |
| Minho           | Min-ho             | Min-ho             | 민호   | 珉豪, 珉鎬, 敏鎬                   |
| Csunjong        | Chun-yŏng          | Jun-yeong          | 준영   | 俊永                               |

| Magyaros átírás | McCune– Reischauer | Átdolgozott átírás | Hangul | Handzsa                |
| --------------- | ------------------ | ------------------ | ------ | ---------------------- |
| Csihje          | Chi-hye            | Ji-hye             | 지혜   | 智慧                   |
| Hjedzsin        | Hye-jin            | Hye-jin            | 혜진   | 惠珍, 慧珍             |
| Csijong         | Chi-yŏng           | Ji-yeong           | 지영   | 知英, 智英, 智榮, 枝泳 |
| Csiun           | Chi-ŭn             | Ji-eun             | 지은   | 智恩, 知恩             |
| Szudzsin        | Su-jin             | Su-jin             | 수진   |                        |
| Undzsong        | Ŭn-jŏng            | Eun-jeong          | 은정   | 恩廷, 恩婷, 慇晶       |
| Csijon          | Chi-yŏn            | Ji-yeon            | 지연   | 智妍                   |
| Unjong          | Ŭn-yŏng            | Eun-yeong          | 은영   | 恩英                   |
| Szonjong        | Sŏn-yŏng           | Seon-yeong         | 선영   | 善永, 宣映, 善怜       |
| Hjondzsong      | Hyŏn-jŏng          | Hyeon-jeong        | 현정   | 賢廷, 賢貞, 賢政, 鉉正 |

### 1970
| Magyaros átírás | McCune– Reischauer | Átdolgozott átírás | Hangul | Handzsa          |
| --------------- | ------------------ | ------------------ | ------ | ---------------- |
| Csonghun        | Chŏng-hun          | Jeong-hun          | 정훈   | 正勳, 政勳, 楨勳 |
| Szongho         | Sŏng-ho            | Seong-ho           | 성호   | 成鎬, 盛晧       |
| Szongdzsin      | Sŏng-jin           | Seong-jin          | 성진   |                  |
| Csihun          | Chi-hun            | Ji-hun             | 지훈   | 智勳, 智薰, 智訓 |
| Szonghun        | Sŏng-hun           | Seong-hun          | 성훈   | 成勳, 成勛       |
| Csunho          | Chun-ho            | Jun-ho             | 준호   |                  |
| Csongho         | Chŏng-ho           | Jeong-ho           | 정호   |                  |
| Szongmin        | Sŏng-min           | Seong-min          | 성민   | 成民, 晟敏, 性旻 |
| Szanghun        | Sang-hun           | Sang-hun           | 상훈   | 尚勳, 相勳, 相訓 |
| Jongdzsin       | Yŏng-jin           | Yeong-jin          | 영진   |                  |

| Magyaros átírás | McCune– Reischauer | Átdolgozott átírás | Hangul | Handzsa |
| --------------- | ------------------ | ------------------ | ------ | ------- |
| Csijong         | Ji-yŏng            | Ji-yeong           | 지영   |         |
| Hjondzsong      | Hyŏn-jŏng          | Hyeon-jeong        | 현정   |         |
| Undzsong        | Ŭn-jŏng            | Eun-jeong          | 은정   |         |
| Hjondzsu        | Hyŏn-ju            | Hyeon-ju           | 현주   |         |
| Unjong          | Ŭn-yŏng            | Eun-yeong          | 은영   |         |
| Undzsu (Eun-ju) | Ŭn-ju              | Eun-ju             | 은주   |         |
| Migjong         | Mi-gyŏng           | Mi-gyeong          | 미경   |         |
| Ungjong         | Ŭn-gyŏng           | Eun-gyeong         | 은경   |         |
| Szonjong        | Sŏn-yŏng           | Seon-yeong         | 선영   |         |
| Mijong          | Mi-yŏng            | Mi-yeong           | 미영   |         |

### 1960
| Magyaros átírás | McCune– Reischauer | Átdolgozott átírás | Hangul | Handzsa                            |
| --------------- | ------------------ | ------------------ | ------ | ---------------------------------- |
| Szongho         | Sŏng-ho            | Seong-ho           | 성호   | 成鎬, 盛晧                         |
| Jongszu         | Yŏng-su            | Yeong-su           | 영수   |                                    |
| Jongho          | Yŏng-ho            | Yeong-ho           | 영호   |                                    |
| Csongho         | Chŏng-ho           | Jeong-ho           | 정호   |                                    |
| Jongcshol       | Yŏng-chŏl          | Yeong-cheol        | 영철   |                                    |
| Jongdzsin       | Yŏng-jin           | Yeong-jin          | 영진   |                                    |
| Szongszu        | Sŏng-su            | Seong-su           | 성수   |                                    |
| Csinho          | Chin-ho            | Jin-ho             | 진호   | 珍浩, 珍鎬, 眞浩, 鎭浩, 榛浩, 秦豪 |
| Szanghun        | Sang-hun           | Sang-hun           | 상훈   | 尚勳, 相勳, 相訓                   |
| Csonghun        | Chŏng-hun          | Jeong-hun          | 정훈   | 正勳, 政勳, 楨勳                   |

| Magyaros átírás | McCune– Reischauer | Átdolgozott átírás | Hangul | Handzsa |
| --------------- | ------------------ | ------------------ | ------ | ------- |
| Migjong         | Mi-gyŏng           | Mi-gyeong          | 미경   | 美京    |
| Miszuk          | Mi-suk             | Mi-suk             | 미숙   |         |
| Kjonghi         | Kyŏng-hŭi          | Gyeong-hui         | 경희   |         |
| Jongszuk        | Yŏng-suk           | Yeong-suk          | 영숙   | 英淑    |
| Kjongszuk       | Kyŏng-suk          | Gyeong-suk         | 경숙   |         |
| Csonghi         | Chŏng-hŭi          | Jeong-hui          | 정희   |         |
| Mijong          | Mi-yŏng            | Mi-yeong           | 미영   | 美英    |
| Hjonszuk        | Hyŏn-suk           | Hyeon-suk          | 현숙   |         |
| Jonghi          | Yŏng-hŭi           | Yeong-hui          | 영희   |         |
| Jongmi          | Yŏng-mi            | Yeong-mi           | 영미   | 英美    |

### 1950
| Magyaros átírás | McCune– Reischauer | Átdolgozott átírás | Hangul | Handzsa    |
| --------------- | ------------------ | ------------------ | ------ | ---------- |
| Jongszu         | Yŏng-su            | Yeong-su           | 영수   |            |
| Jongho          | Yŏng-ho            | Yeong-ho           | 영호   |            |
| Szongszu        | Sŏng-su            | Seong-su           | 성수   |            |
| Jongcshol       | Yŏng-chŏl          | Yeong-cheol        | 영철   |            |
| Csongho         | Chŏng-ho           | Jeong-ho           | 정호   |            |
| Szongho         | Sŏng-ho            | Seong-ho           | 성호   | 成鎬, 盛晧 |
| Jongsik         | Yŏng-sik           | Yeong-sik          | 영식   |            |
| Pjongcshol      | Pyŏng-chŏl         | Byeong-cheol       | 병철   |            |
| Jonghvan        | Yŏng-hwan          | Yeong-hwan         | 영환   |            |
| Szangcshol      | Sang-chŏl          | Sang-chol          | 상철   |            |

| Magyaros átírás | McCune– Reischauer | Átdolgozott átírás | Hangul | Handzsa |
| --------------- | ------------------ | ------------------ | ------ | ------- |
| Jongszuk        | Yŏng-suk           | Yeong-suk          | 영숙   | 英淑    |
| Csongszuk       | Chŏng-suk          | Jeong-suk          | 정숙   |         |
| Jonghi          | Yŏng-hŭi           | Yeong-hui          | 영희   |         |
| Csonghi         | Chŏng-hŭi          | Jeong-hui          | 정희   |         |
| Mjongszuk       | Myŏng-suk          | Myeong-suk         | 명숙   |         |
| Hjonszuk        | Hyŏn-suk           | Hyeon-suk          | 현숙   |         |
| Kjongszuk       | Kyŏng-suk          | Gyeong-suk         | 경숙   | 京淑    |
| Inszuk          | In-suk             | In-suk             | 인숙   |         |
| Kjonghi         | Kyŏng-hŭi          | Gyeong-hui         | 경희   |         |
| Kjongok         | Kyŏng-ok           | Gyeong-ok          | 경옥   |         |

### 1940
| Magyaros átírás | McCune– Reischauer | Átdolgozott átírás | Hangul | Handzsa |
| --------------- | ------------------ | ------------------ | ------ | ------- |
| Jongho          | Yŏng-ho            | Yeong-ho           | 영호   |         |
| Csongszu        | Chong-su           | Jong-su            | 종수   |         |
| Pjongho         | Pyŏng-ho           | Byeong-ho          | 병호   |         |
| Jonggi          | Yŏng-gi            | Yeong-gi           | 영기   |         |
| Ilszong         | Il-sŏng            | Il-seong           | 일성   |         |
| Jongsik         | Yŏng-sik           | Yeong-sik          | 영식   |         |
| Kjongszu        | Kyŏng-su           | Gyeong-su          | 경수   |         |
| Jongcshol       | Yŏng-chŏl          | Yeong-cheol        | 영철   |         |
| Szonggi         | Sŏng-gi            | Seong-gi           | 성기   |         |
| Csongjol        | Chong-yŏl          | Jong-yeol          | 종열   |         |

| Magyaros átírás | McCune– Reischauer | Átdolgozott átírás | Hangul | Handzsa |
| --------------- | ------------------ | ------------------ | ------ | ------- |
| Jongdzsa        | Yŏng-ja            | Yeong-ja           | 영자   |         |
| Jongszuk        | Yŏng-suk           | Yeong-suk          | 영숙   | 英淑    |
| Kjongdzsa       | Kyŏng-ja           | Gyeong-ja          | 경자   |         |
| Csongszuk       | Chŏng-suk          | Jeong-suk          | 정숙   |         |
| Szukcsa         | Suk-ja             | Suk-ja             | 숙자   |         |
| Csongdzsa       | Chŏng-ja           | Jeong-ja           | 정자   |         |
| Szundzsa        | Sun-ja             | Sun-ja             | 순자   |         |
| Szunhi          | Sun-hi             | Sun-hui            | 순희   |         |
| Csongszun       | Chŏng-sun          | Jeong-sun          | 정순   |         |
| Cshundzsa       | Ch'un-ja           | Chun-ja            | 춘자   |         |